# Puchar Europy w skokach narciarskich 1987/1988
Puchar Europy w skokach narciarskich 1987/1988 – rozpoczął się 26 grudnia 1987 w Sankt Moritz na skoczni Olympiaschanze, a zakończył 9 kwietnia 1988 w Predazzo na skoczni Passo Rolle. W ramach cyklu rozegrano 24 indywidualne konkursy. Zwycięzcą klasyfikacji generalnej został Austriak Werner Haim. 

## Wyniki zawodów
| Lp.                                                                          | Data                                          | Miejscowość                                   | Skocznia                                      | Punkt K                                       | Uwagi                                         | 1. miejsce         | 2. miejsce              | 3. miejsce           |
| ---------------------------------------------------------------------------- | --------------------------------------------- | --------------------------------------------- | --------------------------------------------- | --------------------------------------------- | --------------------------------------------- | ------------------ | ----------------------- | -------------------- |
| 1.                                                                           | 26 grudnia 1987                               | Sankt Moritz                                  | Olympiaschanze                                | K-94                                          | -                                             | Jens Weißflog      | Andreas Bauer           | Ulf Findeisen        |
| 2.                                                                           | 8 stycznia 1988                               | Planica                                       | Srednija Velikanka                            | K-90                                          | TTP                                           | Vegard Opaas       | Ole Christian Eidhammer | Rajko Lotrič         |
| 3.                                                                           | 9 stycznia 1988                               | Planica                                       | Srednija Velikanka                            | K-90                                          | TTP                                           | Primož Ulaga       | Ole Christian Eidhammer | Carlo Pinzani        |
| 4.                                                                           | 10 stycznia 1988                              | Planica                                       | Bloudkova Velikanka                           | K-120                                         | TTP                                           | Primož Ulaga       | Vegard Opaas            | Werner Haim          |
| Turniej Trzech Państw – klasyfikacja końcowa                                 | Turniej Trzech Państw – klasyfikacja końcowa  | Turniej Trzech Państw – klasyfikacja końcowa  | Turniej Trzech Państw – klasyfikacja końcowa  | Turniej Trzech Państw – klasyfikacja końcowa  | Turniej Trzech Państw – klasyfikacja końcowa  | Vegard Opaas       | Ole Christian Eidhammer | Ole Gunnar Fidjestøl |
| 5.                                                                           | 17 stycznia 1988                              | Le Brassus                                    | Tremplin de la Chirurgienne                   | K-104                                         | GPoN                                          | Kent Johanssen     | Richard Schallert       | Wolfgang Margreiter  |
| 6.                                                                           | 24 stycznia 1988                              | Sankt Aegyd                                   | Klaushoferschanze                             | K-73                                          | -                                             | Christoph Müller   | Paul Erat               | Andi Rauschmeier     |
| 7.                                                                           | 30 stycznia 1988                              | Borowec                                       | Musała                                        | K-90                                          | -                                             | Władimir Brejczew  | Emił Zografski          | Peter Grundig        |
| 8.                                                                           | 6 lutego 1988                                 | Autrans                                       | Le Claret                                     | K-80                                          | -                                             | Werner Haim        | Jan Henrik Trøen        | Franz Neuländtner    |
|                                                                              |                                               |                                               |                                               |                                               |                                               |                    |                         |                      |
| Zimowe Igrzyska Olimpijskie 1988 • Calgary, 13–28 lutego 1988                |                                               |                                               |                                               |                                               |                                               |                    |                         |                      |
|                                                                              |                                               |                                               |                                               |                                               |                                               |                    |                         |                      |
| 9.                                                                           | 14 lutego 1988                                | Ruhpolding                                    | Große Zirmbergschanze                         | K-70                                          | -                                             | Oliver Strohmaier  | Carlo Pinzani           | Franz Neuländtner    |
| 10.                                                                          | 15 lutego 1988                                | Reit im Winkl                                 | Franz-Haslberger-Schanze                      | K-80                                          | -                                             | Franz Neuländtner  | Werner Haim             | Paul Erat            |
| 11.                                                                          | 20 lutego 1988                                | Sarajewo                                      | Igman Olympic Jumps                           | K-112                                         | -                                             | Tomaž Dolar        | Oliver Strohmaier       | Werner Haim          |
| 12.                                                                          | 21 lutego 1988                                | Travnik                                       | Vlašić Skakaonica                             | K-87                                          | -                                             | Robert Kopač       | Tomaž Dolar             | Werner Haim          |
| 13.                                                                          | 26 lutego 1988                                | Willingen                                     | Mühlenkopfschanze                             | K-110                                         | -                                             | Zbigniew Klimowski | Jiří Razl               | Robert Kopač         |
| 14.                                                                          | 28 lutego 1988                                | Willingen                                     | Mühlenkopfschanze                             | K-110                                         | -                                             | Werner Haim        | Zbigniew Klimowski      | Christoph Müller     |
| 15.                                                                          | 5 marca 1988                                  | Schönwald                                     | Adlerschanze                                  | K-85                                          | TSch                                          | Sandro Sambugaro   | Jiří Raška jr           | Werner Schuster      |
| 16.                                                                          | 6 marca 1988                                  | Neustadt                                      | Hochfirstschanze                              | K-110                                         | TSch                                          | Thomas Klauser     | Andreas Bauer           | Christoph Lehmann    |
| Turniej Schwarzwaldzki – klasyfikacja końcowa                                | Turniej Schwarzwaldzki – klasyfikacja końcowa | Turniej Schwarzwaldzki – klasyfikacja końcowa | Turniej Schwarzwaldzki – klasyfikacja końcowa | Turniej Schwarzwaldzki – klasyfikacja końcowa | Turniej Schwarzwaldzki – klasyfikacja końcowa | Sandro Sambugaro   | Clas-Brede Bråthen      | Andreas Bauer        |
|                                                                              |                                               |                                               |                                               |                                               |                                               |                    |                         |                      |
| Mistrzostwa Świata w Lotach Narciarskich 1988 • Oberstdorf, 10–13 marca 1988 |                                               |                                               |                                               |                                               |                                               |                    |                         |                      |
|                                                                              |                                               |                                               |                                               |                                               |                                               |                    |                         |                      |
| 17.                                                                          | 13 marca 1988                                 | Örnsköldsvik                                  | Paradiskullen                                 | K-90                                          | -                                             | Jan Boklöv         | Ernst Vettori           | Steinar Bråten       |
| 18.                                                                          | 13 marca 1988                                 | Falun                                         | Lugnet                                        | K-90                                          | -                                             | Rajko Lotrič       | Kent Johanssen          | Anders Daun          |
| 19.                                                                          | 19 marca 1988                                 | Szczyrbskie Jezioro                           | MS 1970 B                                     | K-90                                          | -                                             | František Jež      | Franz Neuländtner       | Vladimír Podzimek    |
| 20.                                                                          | 20 marca 1988                                 | Szczyrbskie Jezioro                           | MS 1970 B                                     | K-90                                          | -                                             | František Jež      | Stanislav Vasko         | Franz Neuländtner    |
| 21.                                                                          | 25 marca 1988                                 | Sprova                                        | Steinfjellbakken                              | K-90                                          | -                                             | Hroar Stjernen     | Steinar Bråten          | Magne Johansen       |
| 22.                                                                          | 27 marca 1988                                 | Stjørdal                                      | Bjørkbakken                                   | K-82                                          | -                                             | Magne Johansen     | Steinar Bråten          | Hroar Stjernen       |
| 23.                                                                          | 3 kwietnia 1988                               | Feldberg                                      | Feldbergschanze                               | K-85                                          | -                                             | Pavel Ploc         | Rajko Lotrič            | Jiří Parma           |
| 24.                                                                          | 9 kwietnia 1988                               | Predazzo                                      | Passo Rolle                                   | K-65                                          | -                                             | Rajko Lotrič       | Carlo Pinzani           | Tomaž Dolar          |

## Klasyfikacja generalna
| Miejsce | Zawodnik                | Punkty |
| ------- | ----------------------- | ------ |
| 1.      | Werner Haim             | 152    |
| 2.      | Tomaž Dolar             | 125    |
| 3.      | Oliver Strohmaier       | 123    |
| 4.      | Franz Neuländtner       | 107    |
| 5.      | Christoph Müller        | 104    |
| 6.      | Rajko Lotrič            | 95     |
| 7.      | Robert Kopač            | 75     |
| 8.      | František Jež           | 71     |
| 9.      | Carlo Pinzani           | 70     |
| 10.     | Wolfgang Margreiter     | 67     |
| 10.     | Werner Schuster         | 67     |
| 12.     | Zbigniew Klimowski      | 62     |
| 13.     | Vasja Bajc              | 60     |
| 14.     | Richard Schallert       | 58     |
| 15.     | Ole Christian Eidhammer | 56     |
| 15.     | Vegard Opaas            | 56     |
| ...     |                         |        |